# Michaił Magnicki
Michaił Leontjewicz Magnicki (ur. 23 kwietnia (4 maja) 1778 w Moskwie, zm. 21 października (2 listopada) 1844 w Odessie) – rosyjski działacz państwowy, publicysta, poeta, uczestnik reform szkolnictwa wyższego w Rosji w ostatnich latach panowania Aleksandra I.

## Życiorys
Podstawowe wykształcenie zdobył na męskiej pensji przy Uniwersytecie Moskiewskim. W latach 1795–1798 służył w Prieobrażeńskim Pułku Lejbgwardii, po czym zrezygnował z kariery wojskowej i przeszedł do służby cywilnej. Był urzędnikiem rosyjskiego poselstwa w Wiedniu, następnie w latach 1801-1803 - w Paryżu. Od 1803 był bliskim współpracownikiem Michaiła Spieranskiego, w 1804 był rewizorem w Pskowie i Wilnie. W 1810 został wolnomularzem, jednak następnie porzucił lożę. W 1811 stanął na czele komisji ds. opracowania regulaminów wszystkich agend ministerstwa wojny.
W marcu 1812, gdy Michaił Spieranski popadł w niełaskę, został aresztowany również jego bliski współpracownik Magnicki, skazany następnie na zesłanie do Wołogdy. W 1816 odzyskał przychylność Aleksandra I i został mianowany wicegubernatorem woroneskim, „de facto” od 1817 pełniąc wszystkie obowiązki gubernatora. W 1817 został gubernatorem symbirskim. Dzięki protekcji Aleksandra Golicyna w 1819 wszedł w skład głównego zarządu szkół przy ministerstwie spraw duchownych i oświecenia narodowego.
Magnicki był zdecydowanym krytykiem idei oświeceniowych i wdrażania zachodnioeuropejskiego modelu kształcenia w Rosji. W 1819 przeprowadził reformę wewnętrzną Uniwersytetu Kazańskiego, w czasie której wprowadził na uczelni nowy regulamin wewnętrzny oparty na regule mniszej, usunął z biblioteki dzieła filozofów oświeceniowych, zastępując je egzemplarzami Biblii. Wśród studentów wprowadził surową dyscyplinę opartą na uczestnictwie w obowiązkowych nabożeństwach prawosławnych, wspierał donosicielstwo i wzajemne szpiegowanie się słuchaczy. Do 1826 Magnicki nadzorował cały kazański okręg szkolny i wdrażał w miejscowym szkolnictwie analogiczne reformy w skrajnie konserwatywnym duchu. Równocześnie zainicjował remont obiektów Uniwersytetu Kazańskiego, kierował uczonych na stypendia zagraniczne, opracowywał plan utworzenia instytutu języków wschodnich. Związał się z „prawosławną opozycją” lub „partią rosyjską” w najbliższym otoczeniu cara i jako jej członek przyczynił się do upadku swojego dawnego protektora Aleksandra Golicyna, oskarżonego o niedostateczną pobożność, hołdującemu zachodnioeuropejskim prądom mistycznym.
Magnicki popadł w niełaskę po śmierci Aleksandra I i objęciu tronu przez Mikołaja I, którego jeszcze jako wielkiego księcia oskarżył o wolnomyślicielstwo. Ostatnie lata spędził na zesłaniu w Rewlu i w Odessie. Pragnąc odzyskać łaskę władcy, w 1831 skierował do Mikołaja I listy, w których opisywał rzekomy spisek iluminatów, w którym kluczową rolę miał odegrać jego dawny protektor Michaił Spieranski. Zmarł w nędzy.
Autor wierszy przeznaczonych dla dzieci oraz utrzymanych w prawosławnym duchu artykułów prasowych.